# Nokia N9
O Nokia N9 (codinome 'Lankku', finlandês para "uma tábua plana de madeira") é um smartphone feito pela Nokia com base no sistema operacional móvel Linux MeeGo "Harmattan", sendo o primeiro da Nokia no sistema operacional MeeGo. Foi disponibilizado nas cores rosa, preto e azul.

## Design

### Dimensões, Teclas e métodos de entrada
Tamanho: 116,45 x 61,2 x 7,6-12,1 mm, peso (com bateria): 135 g e volume: 76 cc. Interface do usuário Pure da tela sensível ao toque, frente de tela inteira, com teclado alfanumérico e na tela. Cores disponíveis: Rosa, Preto, Azul.

### Tela e interface do usuário
Tamanho da tela do Nokia N9 é de 3.9 polegadas (99 mm) touchscreen capacitivo (até 6 pontos simultâneos) com resolução: 16:9 FWVGA (854 x 480 pixels). Tela AMOLED com capacidade de exibir ate 16,7 milhões de cores. A tela curvada (2,5D) é coberta por um vidro Gorilla Corning,  resistente a riscos. Conta também com um polarizador anti-reflexo, sensor de orientação (acelerômetro), bússola (magnetômetro), sensor de proximidade e detector de luz ambiente.

## Hardware

### Controle de energia
O tempo de conversa (máximo) do Nokia N9 depende da tecnologia a ser usada, no caso de ser GSM a duração é de 11 horas e em WCDMA (3G) dura 7 horas. Isso acontece também no modo tempo em espera (máximo), em GSM dura cerca de 380 horas e em WCDMA (3G) cerca de 450 horas. Reproduzindo vídeos (720P) o tempo estimado de duração é de 4,5 horas, já de música é de 50 horas.Com bateria Standard bateria, Li-Ion 1450 mAh (BV-5JW)
- O tempo de operação pode variar de acordo com a tecnologia de acesso ao rádio usada, com a configuração da rede da operadora e com o uso.

### Rede de dados
GPRS/EDGE class B, multislot class 33, HSDPA cat 10, velocidade máxima até 14,4 Mbit/s, HSUPA cat 6 até 5,7 Mbit/s, WLAN IEEE802.11 a/b/g/n.
- Requer serviço de dados. Os serviços de dados talvez não estejam disponíveis em todas as redes. A velocidade de transmissão de dados pode ser alta, com até 14 Mbps, mas também pode variar conforme os recursos e outras condições da rede. O estabelecimento e a continuação da conexão de dados dependem da disponibilidade da rede, do suporte do provedor e da intensidade do sinal.

### Conectividade
O celular conta com Wi-Fi 802.11 a/b/g/n, memória interna: 16 GB, RAM: 1 GB.

### Memória
A parte da memoria do Nokia N9 dispõe de diversos atributos, como ,
NFC (Near Field Communication),
Bluetooth 2.1 +EDR (Enhanced Data Rate),
FTP (File Transfer Profile): servidor,
OPP (Object Push Profile): cliente, servidor,
HSP (Headset Profile): gateway de áudio,
A2DP (Advanced Audio Distribution Profile): fonte de áudio,
AVRCP (Audio/Video Remote Control Profile),
USB 2.0 de alta velocidade, conector AV de 3,5 mm, tem capacidade de funcionar como modem de dados, micro cartão.

### Frequência operacional
Quadribanda GSM/EDGE 850/900/1800/1900,
Pentabanda WCDMA 850/900/1700/1900/2100,
Alternância entre bandas WCDMA e GSM é automática e modo de voo.

## Software e aplicativos

### Plataforma de software e interface do usuário
Nokia N9 tem como sistema operacional o MeeGo 1.2 Harmattan: Meego é uma distribuição Linux baseada no Fedora, oriundo da fusão entre o Maemo da Nokia e o Moblin da Linux Fundation. Hoje seu desenvolvimento encontra parcerias como a Intel, que pretende continuar no barco mesmo no caso de a Nokia abandoná-lo.Interface do usuário simplificada para três páginas iniciais: eventos, aplicativos e aplicativos abertos.Deslize o dedo e volte instantaneamente para a página inicial de onde começou.Várias tarefas e alternância de aplicativos por meio da visualização de aplicativos abertos: um instantâneo dinâmico de todos os aplicativos em execução.Aplicativos em conformidade com Qt 4.7 e HTML5
Atualizações de software é feita pela Internet

### Aplicativos
Principais aplicativos: Facebook, Whatsapp Twitter, Skype, YouTube, Joikuspot Wi-Fi tethering, Accuweather, AP News, Swype, Track and Protect, Need for Speed Shift, Galaxy on Fire 2, Real Golf, Angry Birds Magic, Mail, reprodutor de vídeo, Dirigir, Feeds, procura, calculadora, calendário, contatos, reprodutor de música, navegador da Web, mensagens, fotos, editor de fotos, Ovi Loja, Mapas,
Mais aplicativos disponíveis na Ovi Loja
Link Nokia: aplicativos PC e Mac para sincronização fácil de fotos, músicas e vídeos.

### Gerenciamento de Informações Pessoais (PIM)
Informações detalhadas dos contatos
Calendário
Lista de tarefas
Anotações
Suporte para sincronização de contatos, calendário e tarefas do MS Outlook com o Mail for Exchange
Suporte para visualização de documentos em Word, Excel, Powerpoint, PDF e formatos abertos de documentos
Sincronização online do calendário com o CalDAV.

## Comunicações

### E-mail e mensagens
Ferramenta de e-mail fácil de usar e com suporte para imagens, vídeos, músicas e documentos .doc, .docx, .xls, .odt, .odp, .pdf, suporte para e-mail HTML, o cliente de e-mail pode combinar várias contas em uma única caixa de entrada, configuração fácil para serviços POP3, IMAP e Mail for Exchange, suporte para chat: Facebook, Skype, Gtalk e serviços utilizando sip, fácil de alternar entre várias conversas ao vivo na visualização de aplicativos abertos, editor unificado de MMS/SMS, visualização sociável de SMS, programa de e-mails, notificações de mensagens mostradas na visualização de eventos.

### Gerenciamento de chamadas
Contatos avançados com suporte para vários celulares e detalhes de e-mail por entrada com imagens em miniatura pessoais, discagem inteligente para encontrar números de telefone rapidamente, discagem rápida, discagem por voz (alto-falante independente),  notificações de chamadas perdidas mostradas na tela de espera, tela bloqueada e visualização de eventos, o aplicativo de contatos combina os contatos online e do celular, como Skype e Facebook. Fusão manual e automática de contatos, teleconferência, viva-voz integrado, suporte para visualização de documentos em Word, Excel, Powerpoint, PDF e formatos abertos de documentos, sincronização online do calendário com o CalDAV.

## Compartilhamento, Internet, GPS e navegação

### Navegação e Internet
O Nokia N9 permite a  navegação completa por todas as páginas da Internet, com um navegador rápido e altamente ágil em suas respostas baseado na tecnologia Webkit2.
Vários sites podem ser vistos na visualização multitarefa dinâmica.
Histórico de navegação completo.
O amplo suporte para HTML5 oferece acesso a aplicativos Web avançados e rápida reprodução de vídeo, além das linguagens de marcação suportadas: HTML5, CSS 3, XHTML. Protocolos suportados: HTTP v1.1,  TCP/IP e JavaScript.
Pesquisa na Web integrada ao navegador. Completador automático para pesquisas rápidas. Página dinâmica de sites mais vistos para rápido acesso aos sites favoritos. Comando com os dedos e dois toques para zoom. Leitor de RSS e suporte para streaming de vídeo. Notificações unificadas para Facebook, Twitter e feeds RSS na visualização de eventos.
Perfis de redes sociais e atualizações de status fundidos nos contatos do celular. Eventos de rede social visíveis no calendário do aparelho.

### GPS e navegação
Receptores GPS, A-GPS integrados. Ovi Mapas com navegação orientada por voz e navegação a pré gratuitas, Ovi Dirigir otimizado para navegação veicular.
Posicionamento por rede Wi-Fi.